# 平田達弘
平田 達弘 / 平田 大江  (ひらた たつひろ / ひらた おおえ、文化10年12月1日〈1814年1月21日〉 - 慶応元年11月11日〈1865年12月28日〉) は、対馬藩の家老。

## 生涯
生駒質衛の子。天保2年（1831年）出仕、天保13年（1842年）使者番として江戸に祗役し、嘉永2年（1849年）対馬藩領たる肥前の田代役を命ぜられ、嘉永5年（1852年）より印判役を兼ねた。
文久元年（1861年）露艦の対馬に停泊するや、子の主水と共に田代士民三百余人を率い、応援のため帰国した。故あって幽居、文久3年（1863年）1月赦免、5月京都において家老職を命ぜられ、主水を田代役とした。
元治元年（1864年）藩主宗義達より上京を命ぜられ、途中湯田にて三条実美に謁し、ついで上京、七卿の帰洛と長州藩の雪冤に尽力したが目的を達しなかった。ついで勝井五八郎の田代に来て、帰藩して藩政改革の断行を請うや、大江はその軽挙を戒めたが、勝井は大浦教之助ら五十余人を捕えて誅戮した。大江は勝井の暴挙を聞いて驚き、正義を挽回しようとして、慶応元年（1865年）5月6日主水と共に決死の士六十余人より成る尽義隊を率いて帰国、諸藩の志士もこれと前後して来島した。これより先、勝井は誅戮されたが、藩論一変して、同年11月11日、馬場先橋付近に斬られた。

## 参考資料
- 日本歴史学会 編『明治維新人名辞典』吉川弘文館